# Mesocarinina
Mesocarinina es un género de foraminífero bentónico considerado un sinónimo posterior de Laticarinina de la subfamilia Discorbinellinae, de la familia Discorbinellidae, de la superfamilia Discorbinelloidea, del suborden Rotaliina y del orden Rotaliida. Su especie tipo era Mesocarinina velata. Su rango cronoestratigráfico abarcaba el Holoceno.

## Clasificación
Mesocarinina incluye a las siguientes especies:
- Mesocarinina carinatiformis
- Mesocarinina involuta
- Mesocarinina velata
  - Mesocarinina velata dilata
- Mesocarinina wenmanensis